# Oezbekistan op de Olympische Zomerspelen 1996
Oezbekistan nam deel aan de Olympische Zomerspelen 1996 in Atlanta, Verenigde Staten. Het was het eerste olympische optreden van de voormalige Sovjet-republiek als zelfstandige natie.

## Medailleoverzicht
| Sport  | Olympiër         | Onderdeel | Medaille |
| ------ | ---------------- | --------- | -------- |
| Judo   | Armen Bagdasarov | -86kg (m) | Zilver   |
| Boksen | Karim Tulyaganov | -71kg (m) | Brons    |

## Resultaten en deelnemers per onderdeel

### Atletiek
| Olympiër           | Discipline             | Resultaat | Prestatie |
| ------------------ | ---------------------- | --------- | --- |
| Anvar Kuchmuradov  | 100m (m)               | 76e       | serie 7: 6de in 10,71 |
| Yury Aristov       | 110m horden (m)        | 61e       | serie 2: 8ste in 15,04 |
| Yevgeny Petin      | hink-stap-springen (m) | 38e       | kwalificatie groep B: 20ste met 15,89m |
| Sergey Kot         | kogelstoten (m)        | 33e       | kwalificatie groep B: 18de met 16,05m |
| Roman Poltoratsky  | discuswerpen (m)       | 37e       | kwalificatie groep A: 19de met 51,96m |
| Vladimir Parfyonov | speerwerpen (m)        | 27e       | kwalificatie groep B: 13de met 73,96m |
| Sergey Voynov      | speerwerpen (m)        | 24e       | kwalificatie groep A: 13de met 76,30m |
| Vitaly Khozhatelev | kogelslingeren (m)     | 36e       | kwalificatie groep B: 18de met 64,52m |
| Ramil Ganiyev      | tienkamp (m)           | 22e       | 100m: 11de in 10,84 verspringen: 7de met 7,61m kogelstoten: 13de met 14,71m hoogspringen: 2de met 2,13m 400m: 21ste in 49,14 110m horden: 27ste in 14,88 discuswerpen: 15de met 44,86m polsstokhoogspringen: 4de met 5,20m speerwerpen: 27ste met 53,70m 1500m: 23ste in 4.42,72 totaal: 8025 punten |
| Oleg Veretelnikov  | tienkamp (m)           | DNF       | 100m: 26ste in 11,06 verspringen: 25ste met 7,24m kogelstoten: 34ste met 12,66m hoogspringen: 22ste met 1,95m 400m: 25ste in 49,65 110m horden: niet gestart |
|                    |                        |           | |
| Lyudmila Dmitriady | 100m (v)               | 48e       | serie 1: 6de in 12,04 |
| Lyudmila Dmitriady | 200m (v)               | 43e       | serie 6: 8ste in 24,88 |
| Svetlana Munkova   | hoogspringen (v)       | 28e       | kwalificatie groep A: 13de met 1,80m |

### Boksen
| Olympiër                   | Discipline | Resultaat | Prestatie |
| -------------------------- | ---------- | --------- | --- |
| Temur Ibragimov            | -57kg (m)  | 9e        | 1ste ronde: W van MGL Narantsogt: scheidsrechterlijke beslissing 2de ronde: V van GER Huste: 4-8                                                                                              |
| Mukhammad Kadyr Abdullayev | -60kg (m)  | 17e       | 1ste ronde: V van USA Cauthen: 6-18 |
| Nariman Atayev             | -67kg (m)  | 8e        | 1ste ronde: W van KEN Evans: 15-0 2de ronde: W van KGZ Kassenov: 11-7 kwartfinale: V van PUR Santos: 15-28                                                                                    |
| Karim Tulyaganov           | -71kg (m)  | Brons     | 1ste ronde: W van ARG Gomez: scheidsrechterlijke beslissing 2de ronde: W van ETH Wolde: 13-9 kwartfinale: W van SEY Cadeau: scheidsrechterlijke beslissing halve finale: V van USA Reid: 4-12 |
| Dilshod Yarbekov           | -75kg (m)  | 7e        | 1ste ronde: W van DEN Johansen: scheidsrechterlijke beslissing 2de ronde: W van CZE Plachetka kwartfinale: V van USA Wells                                                                    |
| Ulugbek Ibragimov          | -81kg (m)  | 9e        | 1ste ronde: W van UKR Zaoulitchni: 7-3 2de ronde: V van CRO Drviš: 9-10 |
| Ruslan Chagayev            | -91kg (m)  | 17e       | 1ste ronde:'V' van GER Krasniqi: 4-12 |

### Gewichtheffen
| Olympiër             | Discipline | Resultaat | Prestatie                                                        |
| -------------------- | ---------- | --------- | ---------------------------------------------------------------- |
| Viktor Yansky        | -54kg (m)  | 14e       | trekken: 12de met 107,5kg stoten: 13de met 135kg totaal: 242,5kg |
| Bakhtiyer Nurullayev | -76kg (m)  | DNF       | trekken: geen geldige poging                                     |
| Aleksandr Urinov     | -99kg (m)  | 14e       | trekken: 9de met 172,5kg stoten: 16de met 192,5kg totaal: 365kg  |
| Valentin Manushev    | -108kg (m) | 16e       | trekken: 17de met 160kg stoten: 16de met 190kg totaal: 350kg     |
| Igor Khalilov        | +108kg (m) | DNF       | trekken: 10de met 177,5kg stoten: geen geldige poging            |

### Gymnastiek
| Olympiër              | Discipline               | Resultaat | Prestatie                                                             |
| --------------------- | ------------------------ | --------- | --------------------------------------------------------------------- |
| Anastasiya Dzyundzyak | balk (v)                 | 56e       | kwalificatie: 56ste met 18,250 punten                                 |
| Oksana Tsjoesovitina  | balk (v)                 | 61e       | kwalificatie: 61ste met 18,137 punten                                 |
| Anastasiya Dzyundzyak | brug (v)                 | 52e       | kwalificatie: 52ste met 18,900 punten                                 |
| Oksana Tsjoesovitina  | brug (v)                 | 29e       | kwalificatie: 29ste met 19,237 punten                                 |
| Anastasiya Dzyundzyak | vloer (v)                | 50e       | kwalificatie: 50ste met 18,949 punten                                 |
| Oksana Tsjoesovitina  | vloer (v)                | 34e       | kwalificatie: 34ste met 19,174 punten                                 |
| Anastasiya Dzyundzyak | sprong (v)               | 47e       | kwalificatie: 47ste met 18,875 punten                                 |
| Oksana Tsjoesovitina  | sprong (v)               | 20e       | kwalificatie: 20ste met 19,274 punten                                 |
| Anastasiya Dzyundzyak | individuele meerkamp (v) | 31e       | kwalificatie: 38ste met 74,974 punten finale: 31ste met 37,224 punten |
| Oksana Tsjoesovitina  | individuele meerkamp (v) | 10e       | kwalificatie: 30ste met 75,822 punten finale: 10de met 38,743 punten  |

### Judo
| Olympiër             | Discipline | Resultaat | Prestatie |
| -------------------- | ---------- | --------- | --- |
| Alisher Mukhtarov    | -60kg (m)  | 9e        | 1ste ronde: vrij 2de ronde: W van BRA García: yuko 3de ronde: W van MAR Chorfi: ippon kwartfinale: V van MGL Narmandakh: ippon herkansingen: V van GBR Donohue: ippon                                          |
| Timur Mukhamedkhanov | -65kg (m)  | 17e       | 1ste ronde: vrij 2de ronde: W van AND Molné: ippon 3de ronde: V van BUL Netov: shido |
| Andrey Shturbabin    | -71kg (m)  | 7e        | 1ste ronde: vrij 2de ronde: W van TUN Moussa: ippon 3de ronde: W van KUW Al-Sharrah: waza-ari kwartfinale: V van KOR Gwak: chui herkansingen: W van IRI Ghomi: ippon herkansingen 2: V van FRA Gagliano: ippon |
| Vladimir Shmakov     | -78kg (m)  | 9e        | 1ste ronde: W van AUT Reiter: ippon 2de ronde: W van ROU Ciupe: ippon 3de ronde: W van ALG Cherifi: ippon kwartfinale: V van KOR Jo: ippon herkansingen: V van GEO Lip'art'eliani: ippon                       |
| Armen Bagdasarov     | -86kg (m)  | Zilver    | 1ste ronde: vrij 2de ronde: W van HAI Celestin: ippon 3de ronde: W van RUS Maltsev: ippon kwartfinale: W van LTU Merkevičius: waza-ari halve finale: W van ROU Croitoru: yuko finale: V van KOR Jeon: ippon    |
| Dmitry Solovyov      | -95kg (m)  | 21e       | 1ste ronde: vrij 2de ronde: V van RUS Sergeyev: ippon |
| Kamol Muradov        | +95kg (m)  | 21e       | 1ste ronde: vrij 2de ronde: V van LUX Muller: ippon |

### Kanovaren
| Olympiër                                                          | Discipline    | Resultaat | Prestatie                                                                              |
| ----------------------------------------------------------------- | ------------- | --------- | -------------------------------------------------------------------------------------- |
| Yevgeny Astanin                                                   | C-1 500m (m)  | 17e       | serie 2: 8ste in 2.02,532 halve finale 2: 6de in 1.59,042                              |
| Yevgeny Astanin                                                   | C-1 1000m (m) | 13e       | serie 2: 7de in 4.39,839 halve finale 2: 6de in 4.19,151                               |
| Sergey Shayslamov Vladimir Shayslamov                             | C-2 500m (m)  | 19e       | serie 2: 7de in 1.51,929 herkansingen: 5de in 1.52,768                                 |
| Sergey Shayslamov Vladimir Shayslamov                             | C-2 1000m (m) | 16e       | serie 1: 8ste in 4.43,221 halve finale 1: 6de in 3.57,037                              |
| Aleksandr Popov                                                   | K-1 500m (m)  | 24e       | serie 3: 9de in 1.56,827 herkansingen: 9de in 1.51,623                                 |
| Ivan Kireyev                                                      | K-1 1000m (m) | 22e       | serie 1: 8ste in 4.05,299 herkansingen: 7de in 4.12,105                                |
| Vitaly Anosov Akram Yurabayev                                     | K-2 500m (m)  | 17e       | serie 1: 7de in 1.39,291 herkansingen: 4de in 1.42,524 halve finale 2: 9de in 1.35,543 |
| Vladimir Alimdyanov Rafael Islamov                                | K-2 1000m (m) | 23e       | serie 3: 8ste in 4.01,522 herkansingen: 8ste in 3.43,320                               |
| Vladimir Kazantsev Andrey Shilin Anatoly Tyurin Konstantin Yashin | K-4 1000m (m) | 16e       | serie 2: 8ste in 3.27,133 halve finale 2: 6de in 3.11,146                              |
|                                                                   |               |           |                                                                                        |
| Irina Lyalina                                                     | K-1 500m (v)  | 20e       | serie 2: 7de in 1.59,996 herkansingen: 5de in 2.08,017                                 |
| Inna Isakova Tatyana Levina                                       | K-2 500m (v)  | 19e       | serie 1: 6de in 1.50,544 herkansingen: 5de in 1.56,896                                 |
| Tatyana Levina Inna Isakova Irina Lyalina Yelena Lebedeva         | K-4 500m (v)  | 13e       | serie 1: 7de in 1.45,905 halve finale 2: 5de in 1.40,893                               |

### Schermen
| Olympiër       | Discipline | Resultaat | Prestatie                      |
| -------------- | ---------- | --------- | ------------------------------ |
| Rafkat Ruziyev | floret (m) | 42e       | 1ste ronde: V van CHN Ye: 4-15 |

### Schietsport
| Olympiër          | Discipline           | Resultaat | Prestatie                                             |
| ----------------- | -------------------- | --------- | ----------------------------------------------------- |
| Shukhrat Akhmedov | 50m pistool (m)      | 9e        | kwalificatie: 9de met 563 punten (94-92-94-95-94-94)  |
| Shukhrat Akhmedov | 10m luchtpistool (m) | 19e       | kwalificatie: 19de met 577 punten (97-97-98-97-91-97) |

### Tennis
| Olympiër                         | Discipline     | Resultaat | Prestatie                                                                            |
| -------------------------------- | -------------- | --------- | ------------------------------------------------------------------------------------ |
| Oleg Ogorodov                    | enkelspel (m)  | 17e       | 1ste ronde: W van HUN Noszály: 7-5, 7-6(6) 2de ronde: V van USA Washington: 4-6, 3-6 |
| Dmitry Tomashevich               | enkelspel (m)  | 33e       | 1ste ronde: V van SVK Kučera: 3-6, 6-2, 0-6                                          |
| Oleg Ogorodov Dmitry Tomashevich | dubbelspel (m) | DNS       | 1ste ronde: V van CZE Novák/Vacek: walk-over                                         |

### Wielersport
| Olympiër                 | Discipline       | Resultaat | Prestatie |
| ------------------------ | ---------------- | --------- | --------- |
| Dzhamolidin Abduzhaparov | wegwedstrijd (m) | 100e      | 4:56.54   |

### Worstelen
| Olympiër                  | Discipline  | Resultaat   | Prestatie |
| Vrije stijl               | Vrije stijl | Vrije stijl | Vrije stijl |
| ------------------------- | ----------- | ----------- | --- |
| Adkhamdzhon Akhilov       | -52kg (m)   | 7e          | 1ste ronde: W van GRE Kardanov: 11-1 2de ronde: W van TUR Topaktaş: 7-5 kwartfinale: V van AZE Abdullayev: 0-11 herkansingen: V van RUS Mongush: 0-4 7-8ste plek: W van CAN Woodcroft: 11-0                           |
| Damir Zakhartdinov        | -57kg (m)   | 8e          | 1ste ronde: W van UKR Fidarov: 5-3 2de ronde: W van KAZ Fyodorov: 3-1 kwartfinale: V van CAN Sissaouri: 0-8 herkansingen: V van IRI Talaei: 2-4 7-8ste plek: V van BLR Guzov: 2-3                                     |
| Ramil Islamov             | -62kg (m)   | 8e          | 1ste ronde: vrij 2de ronde: V van JPN Wada: 2-3 herkansingen: W van AUS Zaslavsky: 10-0 herkansingen 2: W van HUN Demeter: 6-1 herkansingen 3: V van UKR Tedeyev: 4-5 7-8ste plek: V van CAN Calder: 1-8              |
| Arsen Fadzayev            | -68kg (m)   | 13e         | 1ste ronde: W van IRI Fallah: 2-2 2de ronde: V van RUS Bogiev: 1-3 herkansingen: V van SYR Al-Osta: 9-11 |
| Boris Budayev             | -74kg (m)   | 12e         | 1ste ronde: W van CAN Hohl: 4-3 2de ronde: V van MKD Verhušin: 0-9 herkansingen: W van BLR Kozyr: 4-2 herkansingen 2: V van MDA Peicov: 3-5                                                                           |
| Ruslan Khinchagov         | -82kg (m)   | 15e         | 1ste ronde: W van TUR Öztürk: 3-2 2de ronde: V van IRI Khadem: 0-1 herkansingen: V van CUB Ramos: 2-3 |
| Grieks-Romeins            |             |             | |
| Shamsiddin Khudoyberdiyev | -52kg (m)   | 16e         | 1ste ronde: V van RUS Danielyan: 4-11 herkansingen: V van ROU Rebegea: 0-12 |
| Bakhodir Kurbanov         | -62kg (m)   | 16e         | 1ste ronde: vrij 2de ronde: V van GEO Guliashvili: 3-10 herkansingen: V van KOR Choi: 1-11 |
| Grigory Pulyayev          | -68kg (m)   | 6e          | 1ste ronde: W van CAN Daynes: 12-0 2de ronde: W van BUL Georgiev: 2-0 kwartfinale: W van USA Smith: 4-0 halve finale: V van POL Wolny: 0-3 herkansingen: V van RUS Tretyakov: 0-6 5-6de plek: V van BUL Georgiev: 1-2 |
| Shermukhammad Kuziyev     | -130kg (m)  | 10e         | 1ste ronde: V van USA Ghaffari: 1-7 herkansingen: W van CHN Liu: 6-1 herkansingen 2: V van SWE Johansson: 1-1 |

### Zwemmen
| Olympiër                                                               | Discipline            | Resultaat | Prestatie               |
| ---------------------------------------------------------------------- | --------------------- | --------- | ----------------------- |
| Ravil Nachayev                                                         | 50m vrije slag (m)    | 45e       | serie 4: 4de in 23,93   |
| Oleg Tsvetkovsky                                                       | 100m vrije slag (m)   | 48e       | serie 3: 5de in 52,39   |
| Vyacheslav Kabanov                                                     | 200m vrije slag (m)   | 28e       | serie 3: 3de in 1.53,36 |
| Ravil Nachayev                                                         | 100m vlinderslag (m)  | 48e       | serie 2: 2de in 56,61   |
| Dmitry Pankov                                                          | 200m vlinderslag (m)  | 38e       | serie 2: 6de in 2.05,36 |
| Oleg Pukhnaty                                                          | 200m wisselslag (m)   | 38e       | serie 2: 4de in 2.06,39 |
| Ravil Nachaev Oleg Tsvetkovskiy Oleg Pukhnatiy Vyacheslav Kabanov      | 4x100m vrije slag (m) | 17e       | serie 3: 6de in 3.28,33 |
| Vyacheslav Kabanov Aleksandr Agafonov Dmitriy Pankov Oleg Tsvetkovskiy | 4x200m vrije slag (m) | 17e       | serie 2: 4de in 7.40,60 |

Afghanistan · Albanië · Algerije · Amerikaanse Maagdeneilanden · Amerikaans-Samoa · Andorra · Angola · Antigua‑Barbuda · Argentinië · Armenië · Aruba · Australië · Azerbeidzjan · Bahama's · Bahrein · Bangladesh · Barbados · België · Belize · Benin · Bermuda · Bhutan · Bolivia · Bosnië en Herzegovina · Botswana · Brazilië · Britse Maagdeneilanden · Brunei · Bulgarije · Burkina Faso · Burundi · Cambodja · Canada · Centraal-Afrikaanse Republiek · Chili · China · Chinees Taipei · Colombia · Comoren · Congo-Brazzaville · Cookeilanden · Costa Rica · Cuba · Cyprus · Denemarken · Djibouti · Dominica · Dominicaanse Republiek · Duitsland · Ecuador · Egypte · El Salvador · Equatoriaal-Guinea · Estland · Ethiopië · Fiji · Filipijnen · Finland · Frankrijk · Gabon · Gambia · Georgië · Ghana · Grenada · Griekenland · Groot-Brittannië · Guam · Guatemala · Guinee · Guinee-Bissau · Guyana · Haïti · Honduras · Hongarije · Hongkong · Ierland · IJsland · India · Indonesië · Irak · Iran · Israël · Italië · Ivoorkust · Jamaica · Japan · Jemen · Joegoslavië · Jordanië · Kaaimaneilanden · Kaapverdië · Kameroen · Kazachstan · Kenia · Kirgizië · Koeweit · Kroatië · Laos · Lesotho · Letland · Libanon · Liberia · Libië · Liechtenstein · Litouwen · Luxemburg ·  Macedonië · Madagaskar · Malawi · Malediven · Maleisië · Mali · Malta · Marokko · Mauritanië · Mauritius · Mexico · Moldavië · Monaco · Mongolië · Mozambique · Myanmar · Namibië · Nauru · Nederland · Nederlandse Antillen · Nepal · Nicaragua · Nieuw-Zeeland · Niger · Nigeria · Noord-Korea · Noorwegen · Oeganda · Oekraïne · Oezbekistan · Oman · Oostenrijk · Pakistan · Palestina · Panama · Papoea-Nieuw-Guinea · Paraguay · Peru · Polen · Portugal · Puerto Rico · Qatar · Roemenië · Rusland · Rwanda · Saint Kitts en Nevis · Saint Lucia · Saint Vincent en Grenadines · Salomonseilanden · Samoa · San Marino · Sao Tomé en Principe · Saoedi-Arabië · Senegal · Seychellen · Sierra Leone · Singapore · Slovenië · Slowakije · Soedan · Somalië · Spanje · Sri Lanka · Suriname · Swaziland · Syrië · Tadzjikistan · Tanzania · Thailand · Togo · Tonga · Trinidad en Tobago · Tsjaad · Tsjechië · Tunesië · Turkije · Turkmenistan · Uruguay · Vanuatu · Venezuela · Verenigde Arabische Emiraten · Verenigde Staten · Vietnam · Wit-Rusland · Zaïre · Zambia · Zimbabwe · Zuid-Afrika · Zuid-Korea · Zweden · Zwitserland